# Robert Loeb
Robert Loeb (23 tháng 1 năm 1853 tại Kaldenhof, Kreis Hamm – 26 tháng 1 năm 1925, cũng tại Kaldenhof) là một sĩ quan quân đội Phổ, từng tham gia Chiến tranh Pháp-Đức và đã được thăng đến cấp Thượng tướng kỵ binh trong cuộc Chiến tranh thế giới thứ nhất.

## Tiểu sử
Vào tháng 10 năm 1870, Loeb đã gia nhập trong Trung đoàn Thương kỵ binh "Đại Công tước Friedrich xứ Baden" (Rhein) số 7 với vai trò là một học viên sĩ quan và tham chiến trong cuộc Chiến tranh Pháp-Đức (1870 – 1871). Ông được tặng thưởng Huân chương Thập tự Sắt hạng nhì trong cuộc chiến tranh này. Vào năm 1906, ông được thăng cấp Đại tá và Tư lệnh của Trung đoàn Long kỵ binh Magdeburg số 6, đóng quân tại Mainz.
Khi cuộc Chiến tranh thế giới thứ nhất bùng nổ vào năm 1914, Robert Loeb, mặc dù đã nghỉ hưu với quân hàm Trung tướng, được triệu hồi và bổ nhiệm làm Tư lệnh của Lữ đoàn Dân quân số 13 vào cuối tháng 10 năm 1914. Trong thời gian đó, lữ đoàn của ông tham chiến tại khu vực phía đông của mặt trận ở rừng Argonne. Trong cuộc tấn công được phát động vào ngày 8 tháng 1 năm 1915, lữ đoàn của ông đã đánh chiếm toàn bộ ngọn đèo nằm giữa các đồng bằng Meurisson và Osson.
Vào ngày 20 tháng 3 năm 1915, ông đã kế niệm Trung tướng Drnst Wagner làm chỉ huy của Sư đoàn Trừ bị số 4 thuộc biên chế của Quân đoàn Trừ bị VII. Do đóng góp của sư đoàn dưới quyền ông trong cuộc chiến trên Mặt trận phía Tây, ông được trao tặng Huân chương Đại bàng Đỏ hạng nhì với Bó sồi, Ngôi sao và Bảo kiếm vào tháng 4 năm 1918, rồi nhận Huân chương Quân công vào ngày 17 tháng 7 năm đó. Vào ngày 1 tháng 10 năm 1918, khi cuộc chiến tranh vẫn chưa kết thúc, ông về hưu với quân hàm Thượng tướng Kỵ binh, và quyền chỉ huy Sư đoàn thuộc về Trung tướng Thilo von Hanstein. Ông từ trần ngày 26 tháng 1 năm 1925.